# 村上隆太
村上 隆太（むらかみ りゅうた、1938年 - ）は西南学院大学教授、前学長。福岡県福岡市に生まれる。中世英語方言学・社会言語学・英語教育を専門とする学者。

## 所属
- 日本英文学会
- 日本英語学会
- 日本中世英語・英文学会
- 日本大学英語教育学会
- 西南学院バプテスト教会役員
- 福岡日英協会常任理事
- 福岡日米協会副会長

## 経歴
- 1960年 西南学院大学 文学部 英文学科 卒業
- 1965年 九州大学大学院 修士 文学 修了
- 1960年05月　日本バプテスト宣教団L.E.SMITH師通訳秘書（～1961年08月）
- 1962年04月　西南学院大学学術研究所副手（～1963年03月）
- 1965年04月　同文学部講師（～1970年03月）
- 1970年04月　同文学部助教授（～1976年03月）
- 1976年04月　同文学部教授
- 1985年07月　同学生部長（～1987年06月）
- 1985年07月　（学）西南学院評議員（～1987年06月）
- 1988年03月　同再任
- 1995年07月　同理事
- 1995年07月　西南学院大学文学部長（～1998年12月）
- 1998年12月　同学長
- 2002年12月　同再任
- 2013年11月　瑞宝中綬章受章[1]